# Benno van Aerssen
Benno van Aerssen (* 1964) ist ein deutscher Autor, Unternehmer und Unternehmensberater.

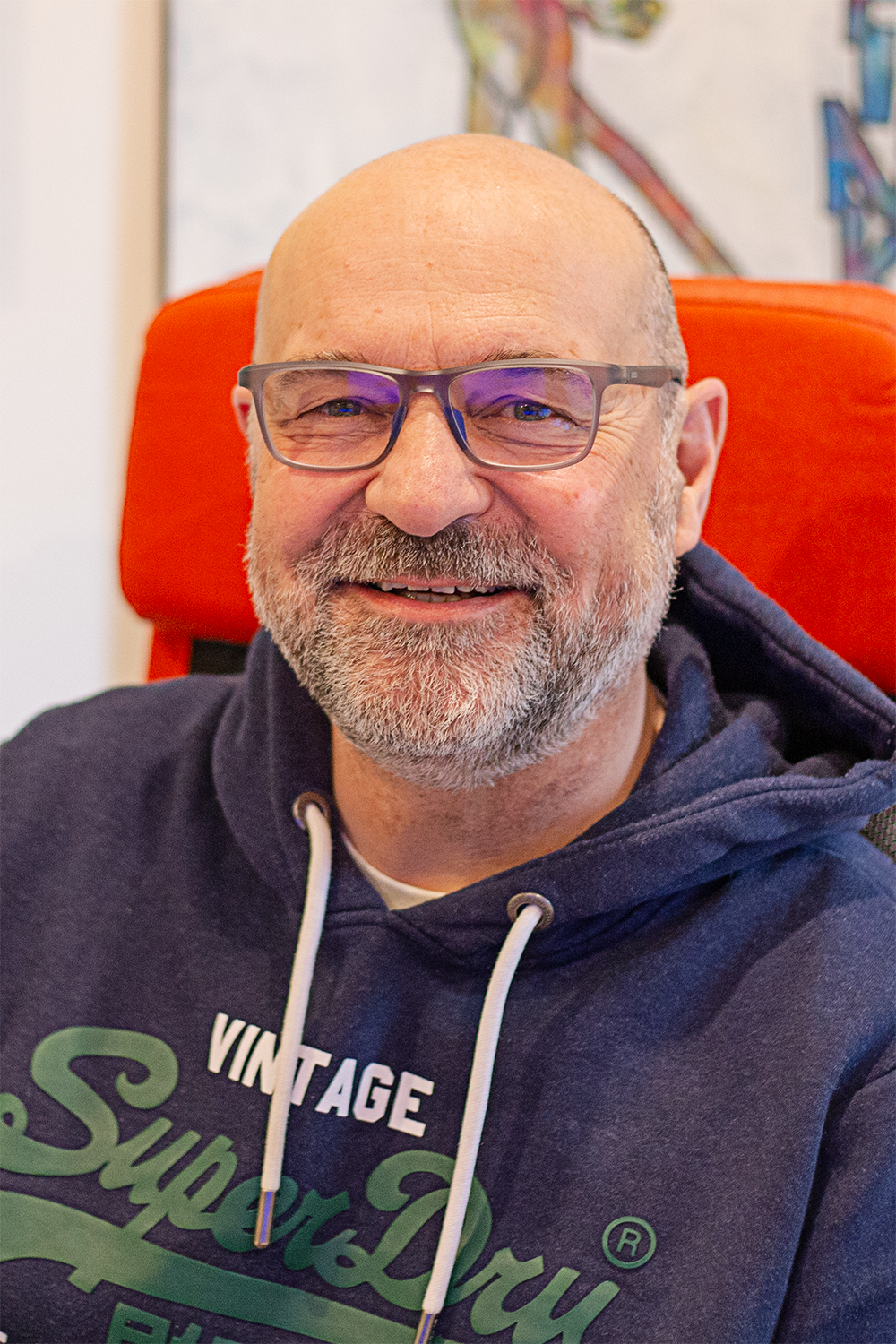
Benno van Aerssen

## Leben und Schaffen
Van Aerssen wurde 1964 in Deutschland geboren und stammt in siebter Generation von einer Tessiner Kirchenmalerfamilie ab. 1984 erlangte er sein Abitur.

### Softwareentwicklung
1996 machte van Aerssen sich selbstständig und gründete die B. van Aerssen + Partner GmbH, ein Unternehmen für IT-Beratung, Internetdienste und E-Commerce-Systeme.
2003 führte van Aerssen sein Unternehmen mit dem Softwareunternehmen von Dirk Rosomm zusammen, wodurch die va:ro GmbH entstand. Im Januar 2006 firmierte diese zur DB-Central GmbH um und wurde zu einer Internetagentur mit eigenen Softwareanwendungen und einem eigenen E-Learning-System. Van Aerssen und Rosomm entwickelten mit ihrem Unternehmen für RTL das Onlinespiel Wer wird Millionär, basierend auf der gleichnamigen Fernsehsendung. Van Aerssen stieg 2007 aus dem Unternehmen aus.

### Unternehmensberatung
2012 firmierte die B. van Aerssen + Partner GmbH zur Atelier für Ideen GmbH um, wodurch van Aerssen seine Tätigkeit als Unternehmensberater begann.
In diesem Bereich tritt van Aerssen vor allem als Innovations- und Kreativ-Coach auf und veröffentlichte mehrere Bücher. Zudem ist van Aerssen als Referent für Themen wie Innovation, Unternehmens- und Führungskultur.
Weiterhin gründete er 2016 mit seinem Partner Christian Buchholz das Verrocchio Institute for Innovation Competence. Diese Einrichtung bildet Menschen zu sogenannten Innovation-Coaches aus.

## Publikationen (Auswahl)
- Revolutionäres Innovationsmanagement: mit Innovationskultur und neuen Ideen zu nachhaltigem Markterfolg. Mi-Wirtschaftsbuch, FinanzBuch Verlag, München 2009, ISBN 978-3-86880-018-0.
- Das große Handbuch Innovation: 555 Methoden und Instrumente für mehr Kreativität und Innovation im Unternehmen. Verlag Franz Vahlen, München 2018, ISBN 978-3-8006-5683-7.
- Das große Handbuch digitale Transformation: 222 Methoden und Instrumente für mehr Wandlungsfähigkeit im Unternehmen. Verlag Franz Vahlen, München 2022, ISBN 978-3-8006-6582-2.
- Das große Handbuch Nachhaltigkeit: 334 Methoden, Instrumente und Modelle für die erfolgreiche Transformation Ihres Unternehmens. Verlag Franz Vahlen, München 2024, ISBN 978-3-8006-7317-9.